# Nicolaus van Aelst
Pour les articles homonymes, voir Aelst.
Nicolas van Aelst, né en 1526, et mort le 19 juillet 1613, est un graveur et éditeur d'estampes flamand et peut-être peintre, résidant à Rome.

## Biographie

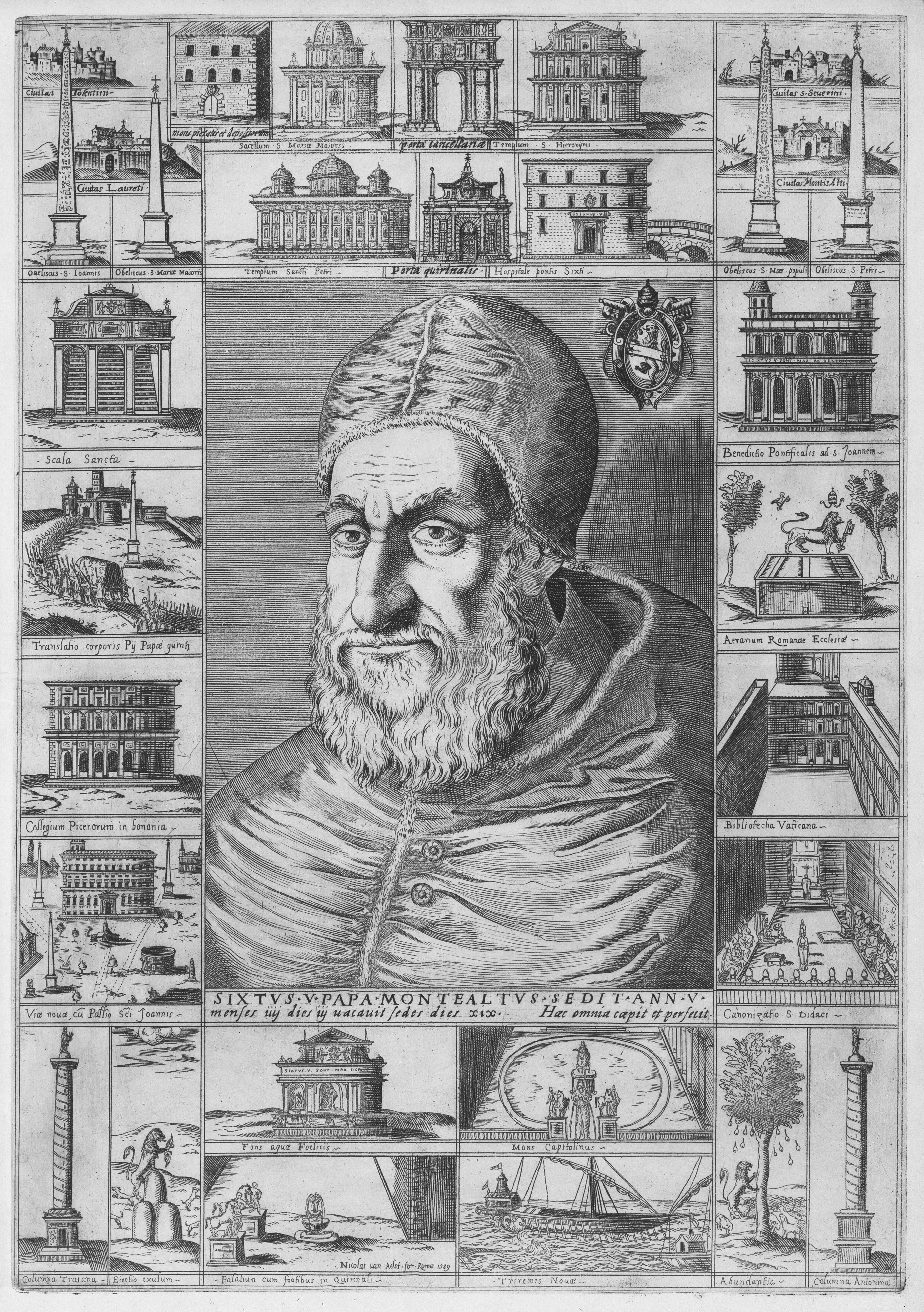
Portrait du pape Sixtus V, eau-forte et pointe sèche (c. 1589, Metropolitan Museum of Art).

Nicolaus van Aelst est né en 1526 à Bruxelles. Il apprend le dessin et la gravure dans sa ville natale. À un jeune âge il s'établit à Rome, où de 1550 à 1612, il fait un commerce considérable dans le domaine de l'estampe.
Le nom des graveurs des planches exécutées pour sa collection sont souvent omis, tandis que le sien est inséré avec le mot formis, pour indiquer qu'il est l'éditeur. Bon nombre de ces planches avaient déjà été publiées par d'autres éditeurs. Il imprime plusieurs planches qui appartenaient auparavant à Antonio Salamanca, que Van Aelst a peut-être acquises de son fils, Francesco Salamanca. Il y a cependant des preuves qu'il produit certaines œuvres en tant que graveur lui-même, car sur plusieurs plaques, le mot fecit ou sculpsit, est ajouté à son nom. Carl Heinrich Heineken mentionne un ensemble de douze planches d'oiseaux gravées par lui.
Il marque plusieurs estampes des lettres initiales de son nom « N. V. A. ».
Il meurt à Rome le 19 juillet 1613.

## Œuvres
- Les quatre âges du monde, d'après Tempesta[5].
- La création de l'homme, d'après Jules-Romain[5].
- Psiché et l'Amour, d'après Jules-Romain, datée de 1554[5].
- Vénus et Adonis, d'après Th. Ghisi[5].
- L'enfant-Jésus lavé par la Sainte Vierge, qui est accompagnée de Sainte Elisabeth, d'après Jules-Romain[5].
- Une suite de 24 sujets de l'Ancien testament, publiée sous le titre Imagines acierum et proeliorum veteris Testamenti, d'après Jules-Romain, Tempesta, et autres peintres[4].
- Les églises de Rome, publiées en 1600[4].
- Une suite d'oiseaux en 12 pièces[4].
- Saint Joseph menant par la main l'enfant Jésus[4].